# Traversères
Traversères (gaskognisch: Traversèras) ist eine französische Gemeinde mit 71 Einwohnern (Stand 1. Januar 2022) im Département Gers in der Region Okzitanien (bis 2015 Midi-Pyrénées); sie gehört zum Arrondissement Mirande und zum Gemeindeverband Val de Gers. Die Bewohner nennen sich Traversérois/Traverséroises.

## Geografie
Traversères liegt rund 20 Kilometer östlich von Mirande und 14 Kilometer südöstlich von Auch im Süden des Départements Gers. Die Gemeinde besteht aus Weilern, zahlreichen Streusiedlungen und Einzelgehöften.
Nachbargemeinden sind Boucagnères und Haulies im Norden, Lartigue im Nordosten und Osten, Faget-Abbatial im Osten und Südosten, Monferran-Plavès im Süden, Ornézan im Südwesten, Sansan im Westen sowie Orbessan im Westen und Nordwesten.

## Geschichte
Das Gemeindegebiet wurde schon in der Frühzeit von Menschen besiedelt. Dies belegen Funde von Beilen aus keltischen Zeit. Zudem fand man Geld und Mosaike einer Villa aus gallo-römischer Zeit. Im Mittelalter lagen Aulin, Mauvesin, Montastruc (damals Montastruc d’Astarac) und Traversères in der Vogtei Durban der Grafschaft Astarac in der historischen Landschaft Gascogne und teilten deren Schicksal. Alle damaligen Gemeinden gehörten von 1793 bis 1801 zum District Auch und zum Kanton Seissan. Von 1801 bis 2015 gehörte die Gemeinde (und ihre Vorgänger) zum Arrondissement Auch. Seit 2015 liegt sie im Arrondissement Mirande. Alle vier Gemeinden gehörten von 1801 bis 2015 zum Wahlkreis (Kanton) Saramon. Im Jahr 1821 vereinigten sich die Gemeinden Aulin (1821: 43 Einwohner), Mauvesin (1821: 8 Einwohner), Montastruc (1821: 104 Einwohner) und Traversères (1821: 66 Einwohner) zur heutigen Gemeinde.

## Bevölkerungsentwicklung
Die Einwohnerentwicklung ist typisch für eine französische Landgemeinde. Nach 1891 folgte eine für Frankreich typische Entwicklung mit einer Entvölkerung der Gemeinde (1891–1999: −73,3 Prozent), die bis 1999 andauerte.
| Jahr                       | 1962 | 1968 | 1975 | 1982 | 1990 | 1999 | 2006 | 2011 | 2020 |
| Einwohner                  | 106  | 95   | 81   | 83   | 66   | 63   | 73   | 80   | 70   |
| Quellen: Cassini und INSEE |      |      |      |      |      |      |      |      |      |

## Sehenswürdigkeiten
- Himmelfahrtskirche (Église de l’Assomption) aus dem 19. Jahrhundert in Traversères
- Kapelle Saint-Martin in Aulin, teilweise aus dem 13. und 14. Jahrhundert
- Ziehbrunnen in Traversères
- Taubenschlag (in Privatbesitz)
- mehrere Wegkreuze
- Denkmal für die Gefallenen[3]

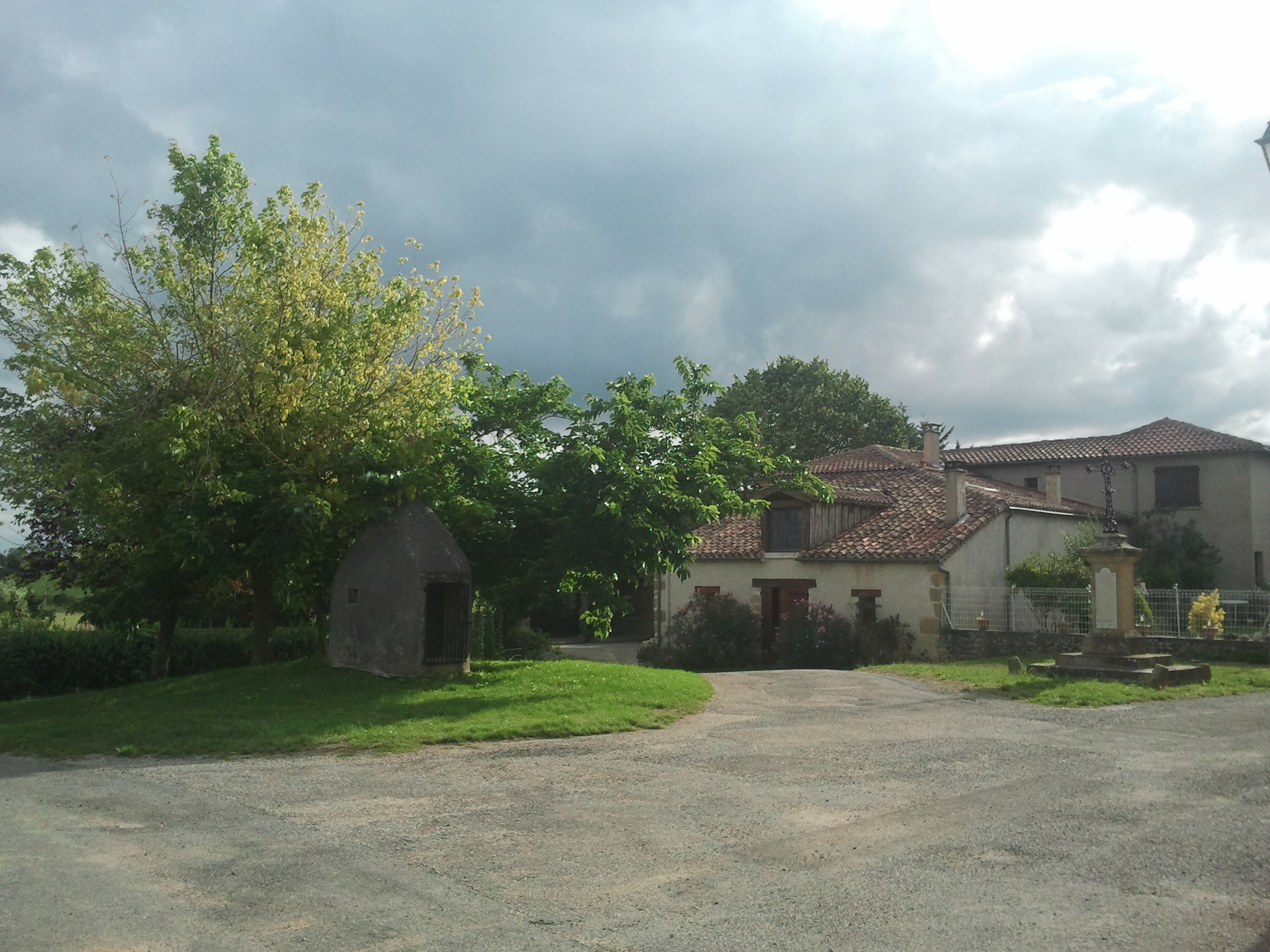
Platz in Traversères
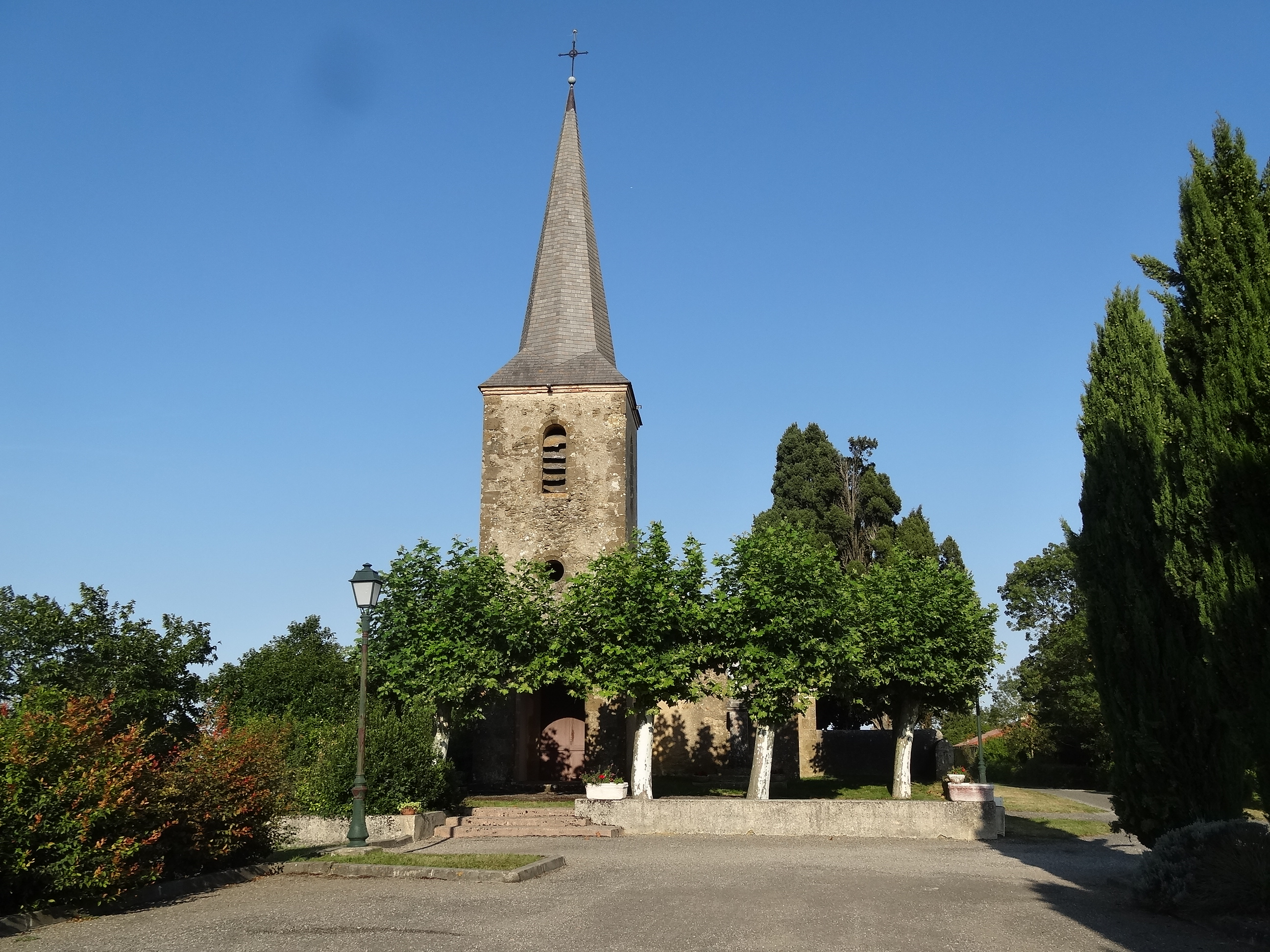
Himmelfahrtskirche
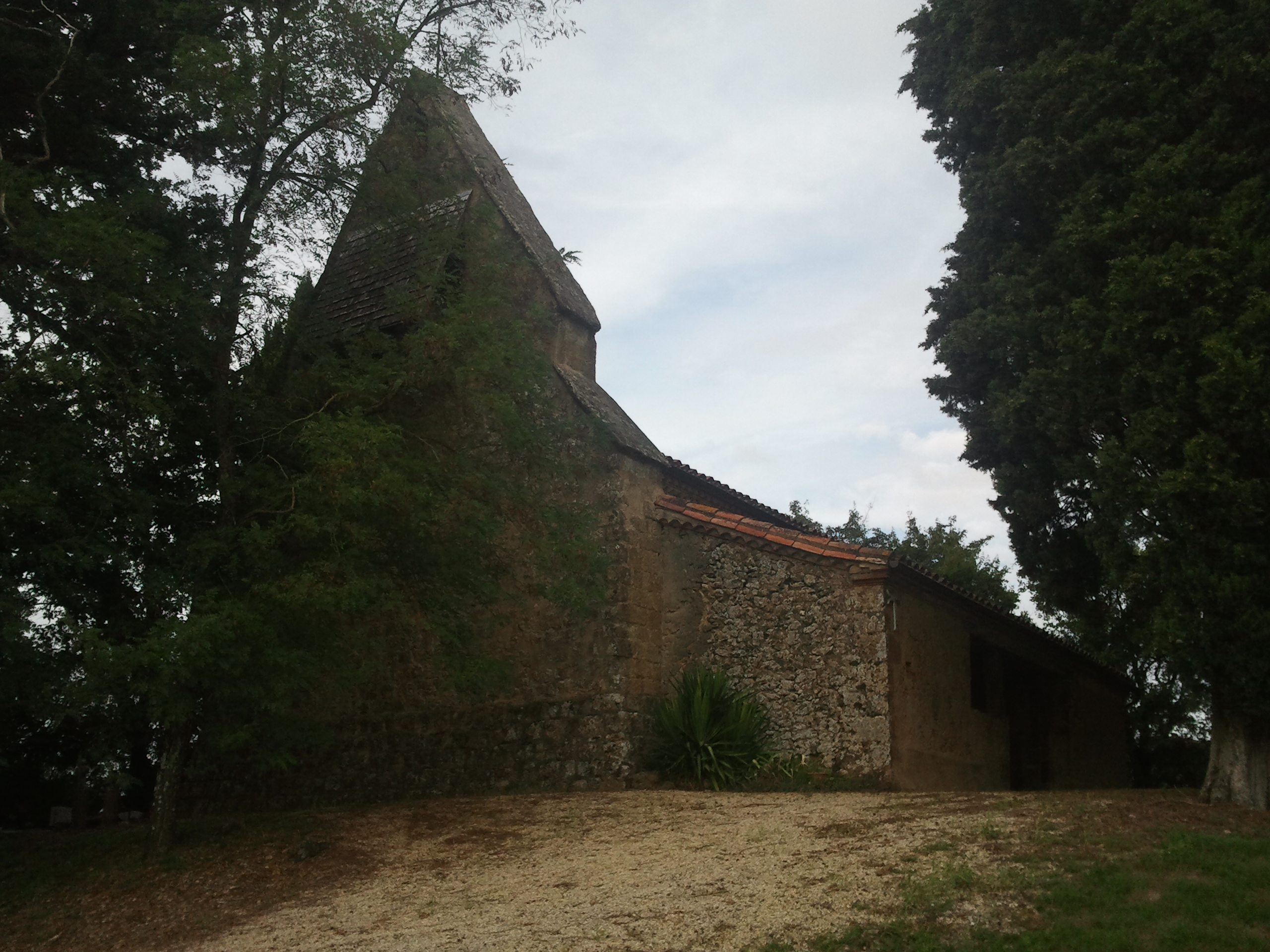
Kapelle Saint-Martin in Aulin
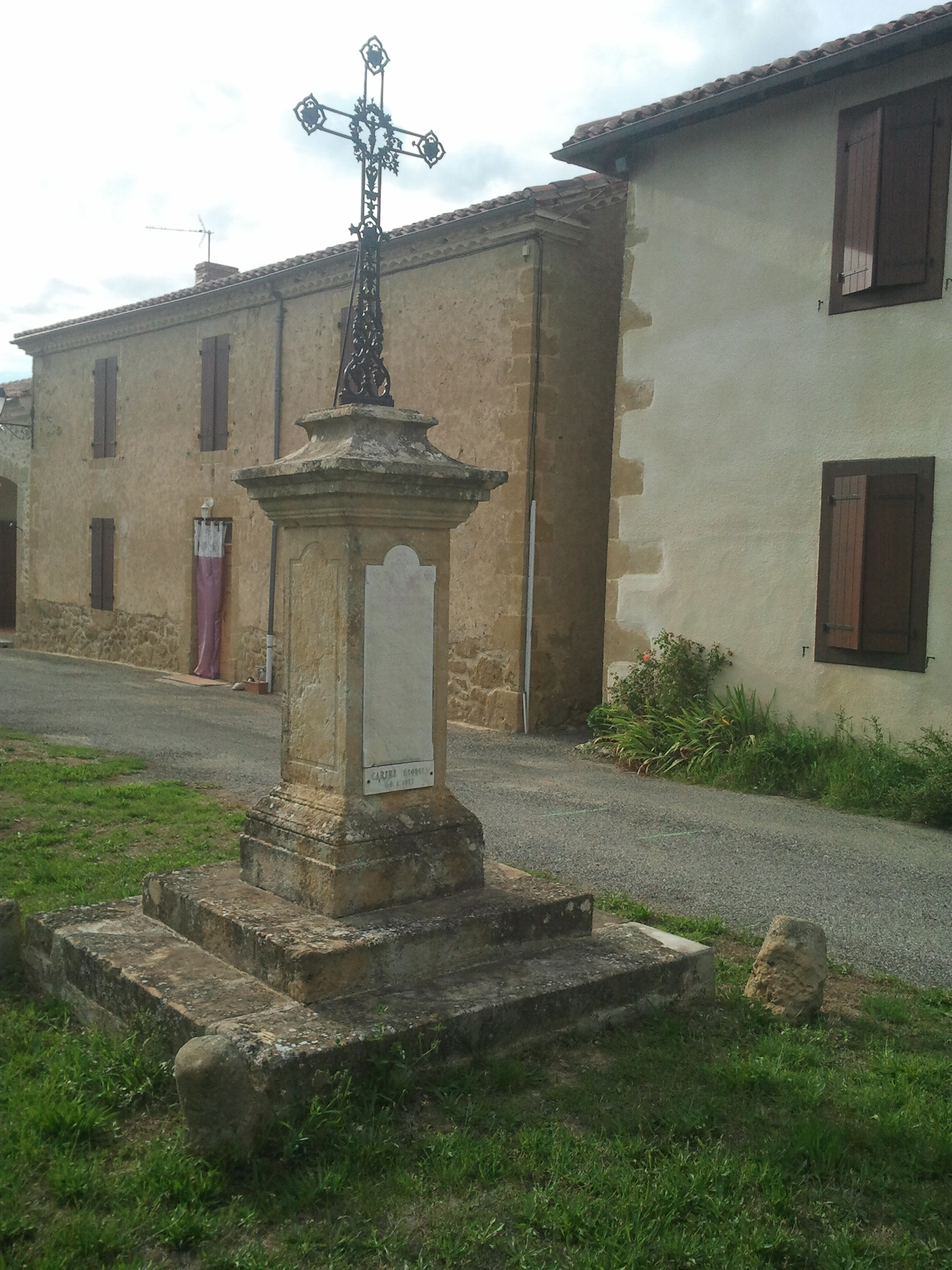
Denkmal für die Gefallenen
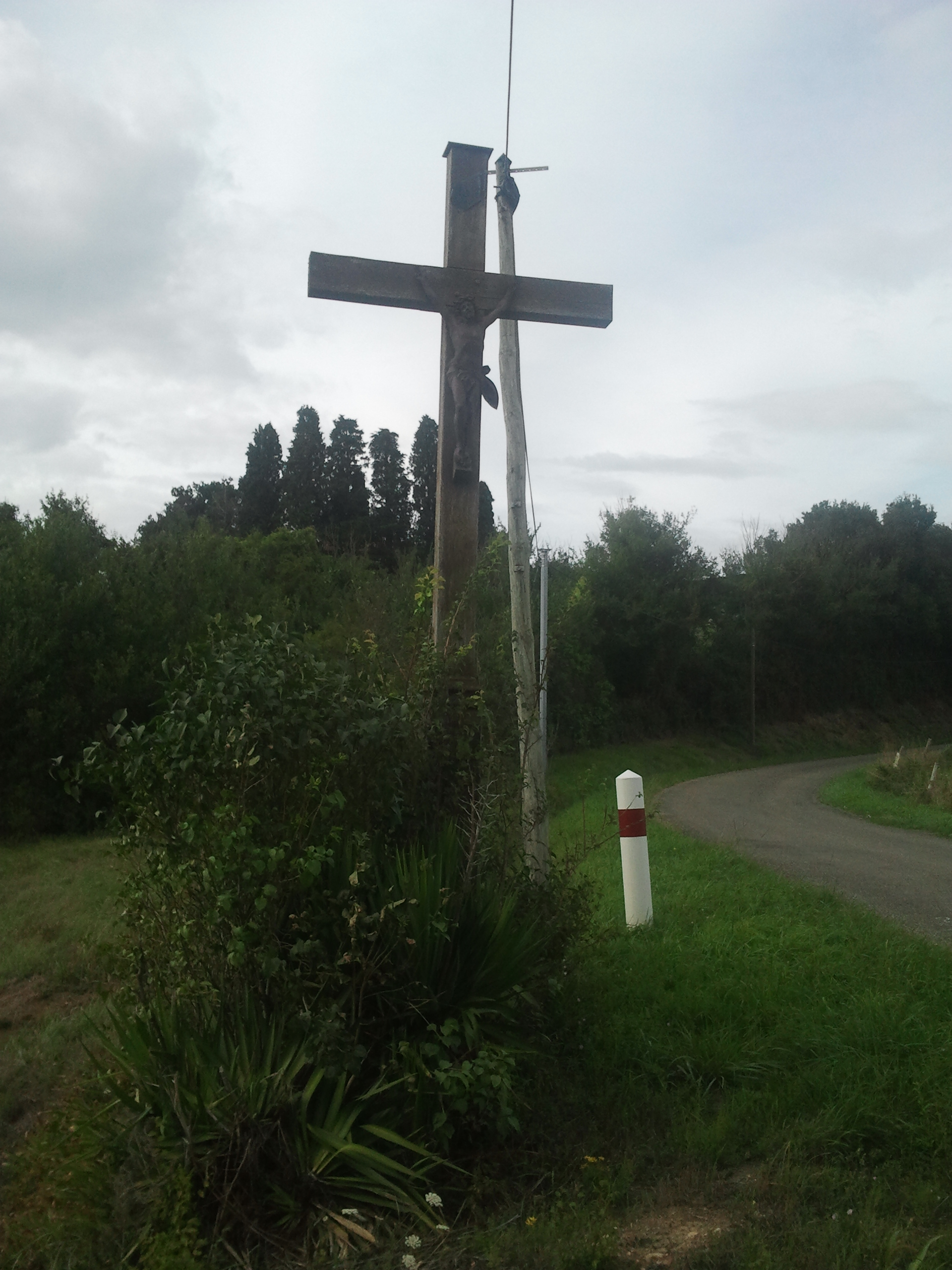
Wegkreuz in Aulin
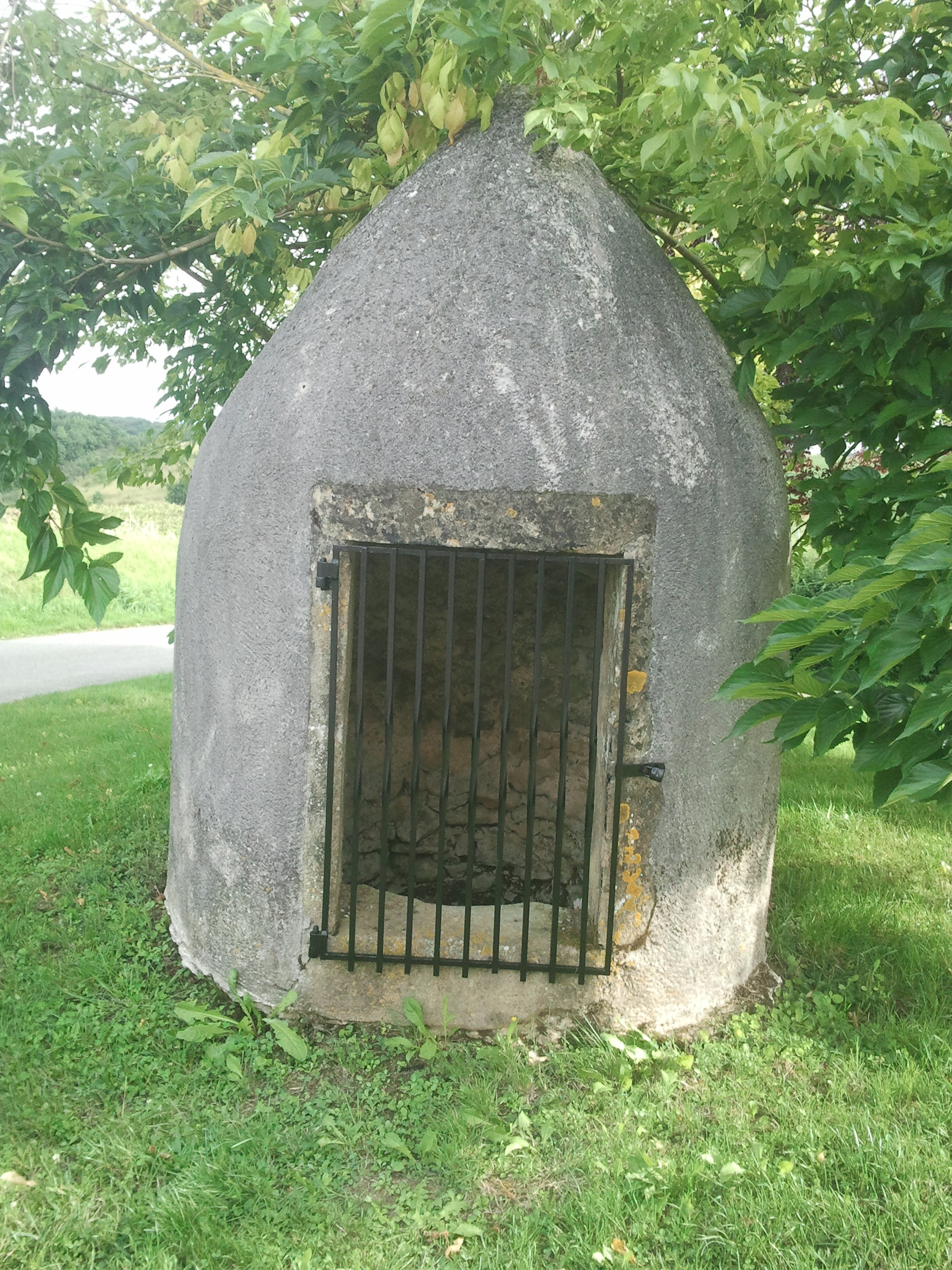
Ziehbrunnen in Traversères

## Verkehr
Die Gemeinde liegt an keiner wichtigen Verkehrsverbindung. Die wichtigsten regionalen Verkehrsverbindungen sind die D929 westlich und die D40 östlich der Gemeinde. Von lokaler Bedeutung ist die D106, die durch den Ort Traversères führt. 